# حكومة الإرياني
حكومة الإرياني هي حكومة يمنية، كُلف عبد الكريم الإرياني بتشكيلها في 16 مايو 1998 بقرار جمهوري واستمرت حتى 3 أبريل 2001.

## تتشكيل الحكومة
كلَّف الرئيس علي عبد الله صالح عبد الكريم الإرياني بتشكيل حكومة جديدة تضم 30 وزيرا.

## أعضاء الحكومة[1]
| الوزارة                                 | الوزير                    |
| --------------------------------------- | ------------------------- |
| رئيس الوزراء                            | عبدالكريم الإرياني        |
| نائب رئيس الوزراء ووزير الخارجية        | عبد القادر باجمال         |
| وزير الدفاع                             | اللواء محمد ضيف الله محمد |
| وزير الداخلية                           | اللواء حسين عرب           |
| وزير النفط والثروات المعدنية            | محمد الخادم الوجيه        |
| وزير الشئون القانونية وشئون مجلس النواب | عبد الله أحمد غانم        |
| وزير العدل                              | إسماعيل أحمد الوزير       |
| وزير التأمينات والشئون الاجتماعية       | محمد عبد الله البطاني     |
| وزير المواصلات                          | أحمد محمد الآنسي          |
| وزير الإدارة المحلية                    | صادق أمين أبو رأس         |
| وزير التموين والتجارة                   | عبد العزيز الكميم         |
| وزير المالية                            | علوي صالح السلامي         |
| وزير الثروة السمكية                     | أحمد مساعد حسين           |
| وزير النقل                              | عبد الملك السياني         |
| وزير الإعلام                            | عبد الرحمن الأكوع         |
| وزير الصناعة                            | عبدالرحمن محمد علي عثمان  |
| وزير الشباب والرياضة                    | عبد الوهاب راوح           |
| وزير الكهرباء والمياه                   | علي حميد شرف              |
| وزير الزراعة والموارد المائية           | أحمد سالم الجبلي          |
| وزير التنمية والتخطيط                   | أحمد محمد صوفان           |
| وزير الثقافة والسياحة                   | عبد الملك منصور           |
| وزير الإنشاءات والإسكان والتخطيط الحضري | عبد الله حسين الدفعي      |
| وزير العمل والتدريب المهني              | محمد محمد الطيب           |
| وزير الأوقاف والإرشاد                   | أحمد محمد الشامي          |
| وزير الصحة العامة                       | عبد الله عبد الولي ناشر   |
| وزير التربية والتعليم                   | يحيى محمد الشعيبي         |
| وزير شئون المغتربين                     | أحمد علي البشاري          |
| وزير الدولة لشئون مجلس الوزراء          | مطهر عبد الله السعيدي     |
| وزير الدولة عضو في مجلس الوزراء         | فيصل محمود حسن علي        |